# 駐紐約臺北經濟文化辦事處
駐紐約臺北經濟文化辦事處（英語：Taipei Economic and Cultural Office in New York，簡稱：TECO-New York、駐紐約經文處）是中華民國外交部在美國紐約州紐約市的總領事館級辦事處，前身為中華民國駐紐約總領事館。該處兼辦聯合國相關事務，設有對聯合國業務的「駐紐約有關聯合國事務工作小組」（聯工小組），並由辦事處長兼任組長。其位於曼哈頓中城42街與第五大道之交叉路口。辦事處領務轄區為紐約州、紐澤西州、賓夕法尼亞州及康乃迪克州。

## 歷史
中華民國原於紐約設有駐紐約總領事館及常駐聯合國代表團。1972年該國因聯合國大會第2758號決議而不再具備聯合國會籍後，於同年7月1日於常駐聯合國代表團舊址改設駐紐約有關聯合國事務工作小組。總領事館則伴隨1979年1月1日中华民国与美国断交，而於同年2月28日閉館。北美事務協調委員會（北協）組建後，紐約駐館於3月1日以北美事務協調委員會駐紐約辦事處名義設立，並由中華民國末代駐紐約總領事鄧權昌接掌第一任北協駐紐約處長職務。
1994年10月10日，北協駐紐約辦事處更名为駐紐約臺北經濟文化辦事處:62。駐紐約聯工小組除繼續由駐紐約經文處長兼任聯工小組長外，並由副處長兼任小組副組長，負責交辦1993年起中華民國政府推動的臺灣參與聯合國案及相關交流活動。
自1979年北協駐紐約辦事處創設伊始，至其改制為駐紐約經文處時，第一代處舍位於曼哈頓第二大道801號9樓:836。而在1994年至1995年間，處址改移至第二大道885號47樓，由時任駐紐約處長吳子丹籌畫、領導搬遷作業。

### 42街館舍

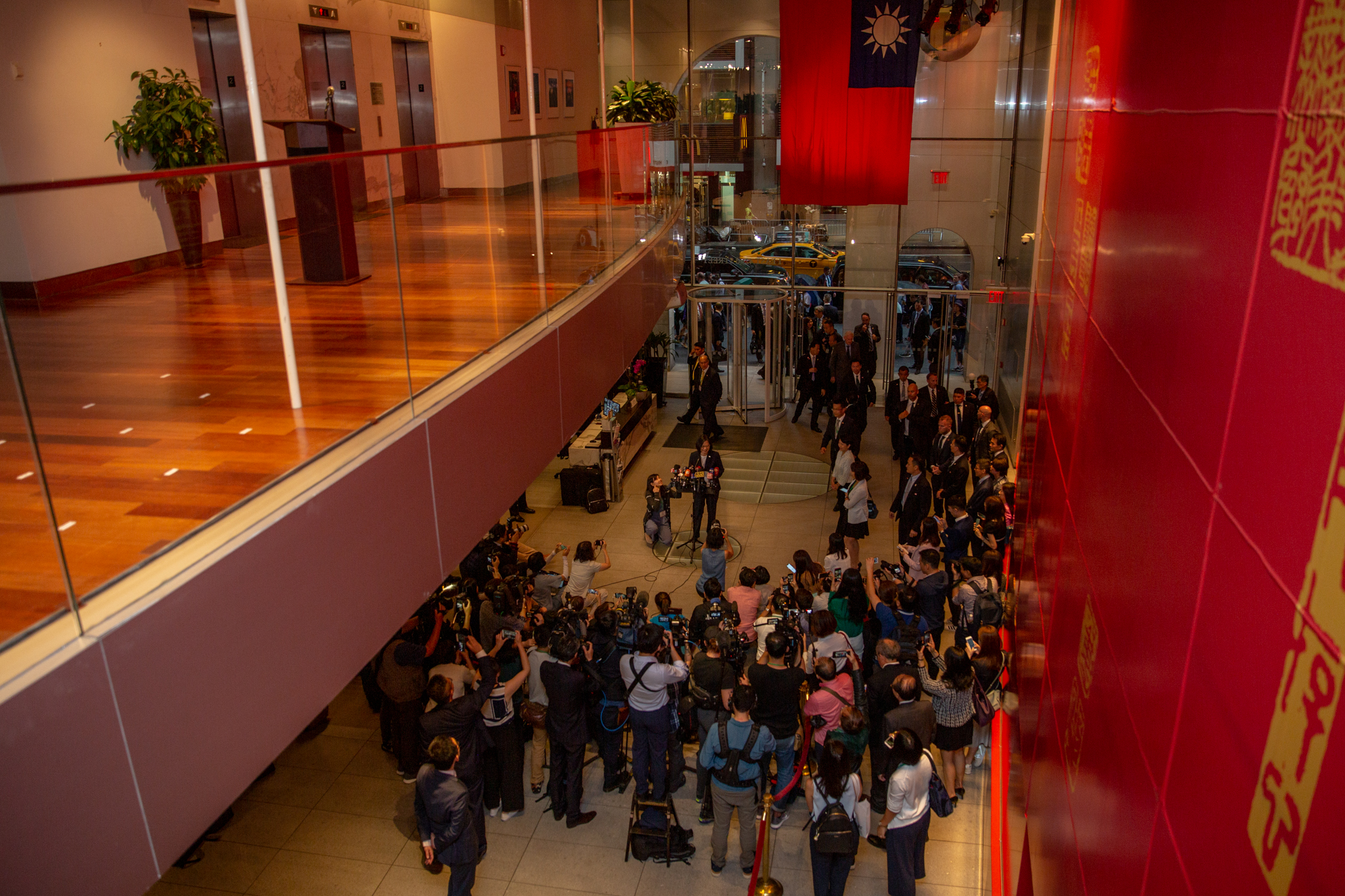
駐紐約臺北經濟文化辦事處42街館舍的入口挑高大廳，攝於2019年7月11日「友邦駐聯合國常代酒會」期間。

駐紐約臺北經文處遷至第二代處址的第二大道885號47號後，臺灣方面尚有數個其他行政部門的駐紐約機構，分散於全市7至9個處址異地作業，且第二代處址於2005年3月即租約屆滿，遷館的必要性再度浮上檯面。在此背景之下，遂由時任駐紐約處長夏立言向外交部本部提出購置新館的構想。
其後，立法院跨黨派各方對紐約遷館案表示樂見其成之立場，新館購買計畫於2004年7月亦得到政府支持，透過外交部簽約購置了鄰近曼哈頓第五大道、位處42街，始建於1926至1927年的17層銀行建築作為新館預定地。紐約當地建築師傑佛瑞·麥基恩（Jeffrey Mckean）負責擔綱辦事處的翻新設計，奠定樓外維持古典莊重風格，內部彰顯臺灣現代化的基調，並引入大面落地窗及挑高大廳增設夾層的設計，使辦事處入口廊廳可比照他國駐紐約總領事館將場館兼做文化展演之用的模式，同時使空間得以充分利用。
2005年8月，行政院文化建設委員會（現文化部）派駐紐約的台北文化中心先行遷入該館。同年10月4日，駐紐約經濟文化辦事處遷至新館，隨後舉辦新廈落成及中華民國國慶酒會，與駐紐約經文處合署辦公的台北文化中心亦於新廈落成儀式後以台灣文化中心的名義重新開幕。
2019年7月11日，中華民國總統蔡英文透過「自由民主永續之旅」過境紐約，於該日傍晚赴駐紐約臺北經濟文化辦事處出席與友邦駐聯合國常任代表的歡迎酒會，並於駐紐約處長徐儷文帶領下參觀駐紐約聯工小組業務及相關成果。該次活動成為斷交以降該國總統首次在紐約會晤友邦聯合國常任代表、及首次在台灣駐美館處進行公開活動的首例。

## 歷代處長
| 姓名                               | 到任           | 離任             | 備註                                                                          |
| ---------------------------------- | -------------- | ---------------- | ----------------------------------------------------------------------------- |
| 北美事務協調委員會駐紐約辦事處處長 |                |                  |                                                                               |
| 鄧權昌                             | 約1979年3月1日 | 1985年11月       | [ 6 ]                                                                         |
| 吳祖禹                             | 約1985年11月   | 1990年12月       | [ 6 ]                                                                         |
| 馮耀曾                             | 約1990年12月   | 1992年2月        | [ 6 ]                                                                         |
| 駐紐約臺北經濟文化辦事處處長       |                |                  |                                                                               |
| 吳子丹                             | 約1992年2月    | 1998年3月        | 1994年10月10日起，職稱由北協駐紐約處長改制為駐紐約經文處長                    |
| 鄧申生                             | 約1998年3月    | 2001年2月6日     | [ 6 ] [ 20 ]                                                                  |
| 夏立言                             | 2001年2月6日   | 2007年6月28日    | [ 20 ] [ 21 ]                                                                 |
| 廖港民                             | 2007年6月28日  | 2009年9月23日    | [ 21 ] [ 22 ]                                                                 |
| 高振群                             | 2009年9月23日  | 2013年9月8日:426 | 2012年9月1日起，對內名義為駐紐約總領事:529 任內駐紐約聯工小組組長由歐江安擔任 |
| 章文梁                             | 2014年1月29日  | 2016年1月17日    | :674                                                                          |
| 徐儷文                             | 2016年1月17日  | 2020年7月25日    | :708:653                                                                      |
| 李光章                             | 2020年7月25日  | 2024年月         | :677                                                                          |
| 李志強                             | 2024年7月15日  |                  | [ 30 ]                                                                        |